# Helen Westcott
Helen Westcott właśc. Myrthas Helen Hickman (ur. 1 listopada 1928, zm. 13 marca 1998) – amerykańska aktorka filmowa i sceniczna.

## Życiorys
Była córką aktora filmowego Gordona Westcotta, który zmarł, gdy Helen miała siedem lat. W 1935 roku zadebiutowała w filmie Sen nocy letniej według Szekspira. Głośnymi filmami kinowymi z jej udziałem były Jim Ringo (The Gunfighter, 1950) oraz Abbott i Costello spotykają Jekylla i Hyde’a (Abbott and Costello Meet Dr. Jekyll and Mr. Hyde, 1953).
Pod koniec lat pięćdziesiątych Helen zaczęła coraz częściej pojawiać się w produkcjach telewizyjnych. Pod koniec kariery udzielała się też jako aktorka sceniczna.

## Filmografia wybrana
- 1935: Sen nocy letniej (A Midsummer Night's Dream)
- 1937: Czarownica z Salem (Maid of Salem)
- 1948: Przygody Don Juana (Adventures of Don Juan)
- 1950: Jim Ringo (The Gunfighter)
- 1952: Powrót do Teksasu (Return of the Texan)
- 1952: Telefon od nieznajomego (Phone Call from a Stranger)
- 1953: Abbott i Costello spotykają Jekylla i Hyde’a (Abbott and Costello Meet Dr. Jekyll and Mr. Hyde)
- 1958: Potwór na kampusie (Monster on the Campus)